# Difícil Equilibrio
Difícil Equilibrio és un grup de rock progressiu experimental creat a mitjans dels anys 90 a Badalona, el Barcelonès, Catalunya.

## Discografia
- Ruptura (Single amb Clan, 1989 Berman Internacional)
- Difícil Equilibrio (CD 1997, Liquid Records)
- The Great Red Lament in Aspic (CD 1998, Efervescente)
- Trayecto (CD 2000, Musea)
- Simétricanarquía (CD 2002, Musea)
- Flood (CD 2005 Musea)
- Present - Live Tiana 2008 (DVD - 2009, Musea)
- La Pèrdua (CD/LP 2013, Musea i Difícil Records)
- Tapís (CD/LP 2017, Difícil Records i El Pont del Petroli)